# Gutenberg La Plata
Club Gutenberg – argentyński klub piłkarski z siedzibą w mieście La Plata.

## Historia
Klub Gutenberg założony został 1 września 1911 roku. Był jednym z założycieli Federación Platense de Football w 1913 r.
W latach 1920 i 1921 związał się z Asociación Amateurs de Football (AAmF), występującym w Segunda División (trzeciej lidze). Od 1924 do 1926 był trzykrotnym mistrzem Federación Platense, grając w półfinale División Intermedia (drugi poziom) Asociación Argentina de Football (AAF) w 1924. W 1926 wstąpił do AAF i występował do División Intermedia. W 1927 roku turniej przeniósł się na trzeci poziom, a klub w 1928 roku awansował do Primera B. W 1933 roku restrukturyzacja pozwoliła mu na awans do Primera División na rok 1934.
Sezon w roku 1934 był ostatnim sezonem, w którym liga amatorska miała charakter najwyższej ligi. Federacja Asociación Argentina de Football (w skrócie AAF) połączyła się z federacją Liga Argentina de Football (w skrócie LAF), tworząc nową federację Asociación del Football Argentino (w skrócie AFA), która została członkiem FIFA w miejsce AAF. Z tego powodu liga amatorska straciła swój dotychczasowy pierwszoligowy status, w związku z czym Gutenberg przestał być klubem pierwszoligowym.
W swoim jedynym sezonie pierwszoligowym Gutenberg rozegrał 22 mecze (7 zwycięstw, 3 remisy i 12 porażek), uzyskał 17 punktów, zdobył 36 bramek i stracił 44 bramki.
Klub kontynuował rywalizację w lidze La Plata, zdobywając tytuł mistrza w 1938 r., aż do rozpadu w 1956 r. z powodu braku boiska. W 1987 ponownie związał się z ligą La Plata, w 1988 awansował do pierwszej ligi, ale w 1992 wycofał się z rozgrywek.
Obecnie klub występuje w amatorskiej lidze Liga Amateur Platense de Fútbol.